# Jorge Muñiz Ziches
Jorge Edgar José Muñiz Ziches (Lima, 11 de agosto de 1952) es un abogado, profesor universitario y político peruano. Fue congresista de la república durante el periodo 1995-2000 y viceministro de Pesquería del Perú durante el gobierno de Alberto Fujimori, desde 1990 hasta 1991. Fue también el primer presidente del Instituto Nacional de Defensa de la Competencia y de la Protección de la Propiedad Intelectual (Indecopi), desde su creación en 1992 hasta 1994.

## Biografía
Estudió Derecho en la Pontificia Universidad Católica del Perú, en la cual se graduó como abogado con calificación summa cum laude. Realizó estudios de postgrado en la Universidad de Nueva York y en la Universidad de Fordham.
Fue socio del estudio de abogados Milbank, Tweed, Hadley & McCloy, que tiene sede en Nueva York, en el cual se especializó en comercio exterior. Es socio fundador del Estudio Muñiz, Olaya, Melendez, Castro, Ono y Herrera, estudio de abogados que obtuvo una buena cartera de clientes en el sector público durante el gobierno de Alberto Fujimori.

## Trayectoria académica
Es profesor de la Facultad de Derecho de la Pontificia Universidad Católica del Perú desde 1977 y ha sido catedrático en la Universidad de Lima. También es miembro del Consejo Consultivo de la Facultad de Derecho de la Universidad Peruana de Ciencias Aplicadas.

## Trayectoria política
En el año 1980 fue nombrado como secretario general del Ministerio de Justicia del Perú, cargo que ejerció hasta el año 1982 bajo las gestiones de Felipe Osterling y de Enrique Elías Laroza. Luego pasó a ser asesor del Despacho Ministerial.
En 1990 fue nombrado como viceministro de Pesquería en el primer gobierno de Alberto Fujimori. Luego entre 1991 y 1994, fue presidente de la Comisión Nacional de Inversiones y Tecnologías Extranjeras (Conite).
En diciembre de 1992 fue designado como el primer presidente del Instituto Nacional de Defensa de la Competencia y de la Protección de la Propiedad Intelectual (Indecopi), cargo que ocupó hasta octubre de 1994.

### Congresista de la República
En las elecciones del año 1995, postuló al Congreso de la República por la alianza fujimorista Cambio 90 - Nueva Mayoría y resultó elegido para el periodo parlamentario 1995-2000.
Durante su labor en el parlamento, fue presidente de la Comisión de Justicia (1995-1996) y presidente de la Comisión de Reforma del Código Civil (1996-2000). Promovió las leyes de arbitraje; ley de conciliación extrajudicial; ley de firmas y certificados digitales y la ley de delitos informáticos. Fue también autor del proyecto que buscaba la tercera reelección presidencial de Alberto Fujimori para las elecciones del año 2000.
Al culminar su gestión como congresista, Jorge Muñiz se mantuvo alejado del ámbito político para dedicarse al ámbito judicial. Durante la segunda vuelta de las elecciones generales del año 2006, Muñiz reapareció en la política como miembro del Frente Social, un grupo de políticos, empresarios y profesionales que expresaban su apoyo a la segunda candidatura presidencial de Alan García contra la candidatura de Ollanta Humala.

## Publicaciones
- Temas de derecho contractual (1987)